# Los Mojarras
Los Mojarras es una banda del Rock alternativo peruano formada en los inicios de los años 1990. La banda tuvo la particularidad de fusionar el rock con la música chicha, la cual los hizo llegar a los medios y masas con su música que tocaba temas sobre la realidad peruana.
La banda está conformada por Hernán Condori «Cachuca» (en la voz), Ricardo Centeno (en la guitarra), Oscar Rivera (en el bajo), Ismael Carhuanina (en la batería), Jorge Bravo (en los timbales) y Cesar Tataje (en los teclados).

## Historia
Después de presentarse en el evento musical Agustirock, en junio de 1992 la banda entra en la escena roquera del Perú con su primer disco titulado Sarita Colonia (producido por Kike Larrea, guitarrista de Los Mojarras en ese momento). En este disco, fusionan música popular, como la chicha, con el rock, acorde con las nuevas tendencias continentales. La temática sobre los problemas de la juventud, en sintonía con un acompañamiento musical particular, unían masas disímiles, hasta entonces contradictorias. Debido al éxito obtenido por su primer disco, son convocados para musicalizar la película del cineasta Augusto Tamayo: Anda, corre, vuela.
En 1994 la banda lanza su segunda producción titulada: Ruidos de la ciudad, grabada en Gamma Estudios por Oscar Bravo, donde destaca su tema «Triciclo Perú» la cual es elegida canción del año; habiendo sido premiada. Tras este trabajo musicalizan la telenovela Los de arriba y los de abajo, dirigida por Michel Gómez y transmitida por ATV.
En 1995 la banda musicaliza la miniserie Los choches de Frecuencia Latina, y en 1996 hacen lo propio en Tribus de la calle (ATV). Graban su tercer CD Opera salvaje para tribus urbanas, en el estudio El Pacífico del alemán Klauss Frederich; siendo el ingeniero de sonido, Wicho García (cantante de Mar de Copas) y bajo la dirección de Kike Larrea, primera guitarra de Los Mojarras 1992.
En 1996 contratados por una productora alemana a raíz de su éxito musical y fomentado por la película antes mencionada, llevan a cabo una gira por doce ciudades de Alemania.
En 1997, al regreso de Europa, realizan con el grupo teatral Patacláun, la obra musical Juicio final basado en una historia escrita por Kachuca y desarrollada por el escritor Rafael Dument, ambos dedicados al desarrollo de esta, en Francia, en la ciudad de París.
En 1998 graban su cuarto y quinto CD Todos contra la pared y Tour perrada. Musicalizan también la película Coraje (realización que se hizo en homenaje a María Elena Moyano), la cual obtuvo un premio internacional.
En 1999 participan musicalizando la novela Amor serrano, y la miniserie Sarita Colonia. Posteriormente participaron en la mencionada miniserie.

## Discografía
- Sarita Colonia (1992)
- Ruidos en la ciudad (1994)
- Ópera salvaje para tribus urbanas (1996)
- Los Mojarras (1998)
- Tour Perrada (1998)
- Todos contra la pared (1998)
- En vivo desde Barranco (2004)
- Música urbana maldita (2007)[6]
- Rock urbano (2011)
- 1992-2012 (2012)
- Esto es guerra de titanes (2015)